# Zanzalá
Zanzalá é um livro de ficção científica anticolonial escrito pelo autor cubatense Afonso Schmidt em 1928. Trata-se de um exemplo dos primórdios da ficção científica brasileira. Já recebeu homenagens tais como o nome da região de Zanzalá em São Bernardo do Campo, o grupo Coral Zanzalá e a Revista Zanzalá de ficção científica brasileira. O nome Zanzalá significa "flor de Deus" em árabe (زَهْرَة الله, ou zahra Allah).
O livro se passa na região da Serra do Mar, em direção ao litoral: uma cidade fictícia e hipertecnológica chamada Zanzalá. O mundo foi completamente destruído pela segunda guerra mundial, e a cidade de Zanzalá acaba sendo refúgio para a população de vários locais do mundo. O autor retrata a população da cidade como sendo extremamente culta, dada às ciências e à arte, com um grande investimento público nessas áreas; contava com diversos curadores musicais e cientistas. Eram também elevados moralmente, de maneira que não reconheciam o uso da guerra e da violência.
A história acompanha a vida de Zéfiro e Tuca, um casal de namorados que vive na cidade. Tuca recebe a notícia dos médicos de que irá morrer em breve. Os dois então se juntam para tentar encontrar algum meio de reverter esse destino, recorrendo tanto à recursos científicos quanto religiosos e espirituais.

## Personagens
- Tuca
- Zéfiro
- Maestro Flanela é um músico, maestro e compositor. Seu magnum opus é a obra Cariçuma, que conta tanto com instrumentos tais como harpas e órgãos como sons da natureza. Cariçuma significa "o romper da serra sobre a manhã" no dialeto das rãs.